# Система предупреждения о близости земли

Две траектории полёта, при нижней из которых срабатывает GPWS

Система предупреждения о близости земли (англ. Ground Proximity Warning System, сокращённо GPWS) — система воздушного судна, предназначенная для предупреждения пилотов об угрозе столкновения с землёй или с иным препятствием. С 1996 года на воздушные суда устанавливается усовершенствованная (расширенная) система предупреждения о близости земли (англ. Enhanced Ground Proximity Warning System) — сокращённо EGPWS.
Федеральным управлением гражданской авиации США GPWS классифицируется как один из типов системы сведений о рельефе местности и предупреждения об опасности — системы предупреждения об опасности сближения с землёй — сокращённо TAWS.
Предупреждения, выдаваемые системами GPWS и TAWS, имеют приоритет по отношению к рекомендациям бортовой системы предупреждения столкновений (БСПС) — при действии предупреждений GPWS/TAWS звуковая сигнализация БСПС подавляется.

## История
В 1960-е годы произошла серия авиакатастроф (в том числе и катастрофа Boeing 707 под Виндхуком), охарактеризованных как «столкновение с землёй в управляемом полёте» (англ. CFIT), унёсших сотни человеческих жизней. В авиационных происшествиях характера CFIT исправное и управляемое воздушное судно сталкивается с поверхностью земли, воды или с иным препятствием, а экипаж, как правило, до последнего момента находится в неведении о приближающейся опасности.
В начале 1970-х годов были проведены исследования обстоятельств подобных крушений, после чего была признана необходимость внедрения какой-либо предупреждающей системы во избежание повторения подобных трагедий. Национальный совет по безопасности на транспорте США выдвинул серию рекомендаций, следуя которым в 1974 году Федеральное управление гражданской авиации США (ФАА) обязало оборудовать все реактивные и турбореактивные самолёты системами предупреждения о близости земли, соответствующими инструкции о применении технических стандартов.
Изобретателем официально признанной GPWS-системы является канадский инженер Чарльз Дональд Бейтмен, автор более чем 40 американских и 80 иностранных патентов на разные изобретения. С 1979 года эта система была рекомендована Международной организацией гражданской авиации. В марте 2000 года ФАА изменило правила эксплуатации самолётов — все зарегистрированные в США турбореактивные самолёты, выпущенные после 29 марта 2002 года и насчитывающие не менее шести пассажирских мест (за исключением мест командира воздушного судна и второго пилота), должны быть оборудованы системой TAWS, одобренной Федеральным управлением.
До внедрения системы GPWS в год происходило в среднем 3,5 авиакатастрофы характера CFIT, к середине 1970-х годов внедрение системы помогло сократить это число до 2 в год. Согласно отчёту 2006 года, с 1974 года в воздушном пространстве США (с момента принятия обязательным требования оборудовать самолёты GPWS-системой) не было зарегистрировано ни одного происшествия характера CFIT, завершившегося гибелью пассажиров, однако и после 1974 года происходили катастрофы, которые невозможно было предотвратить из-за так называемой «мёртвой зоны», недоступной ранним GPWS-системам. Это привело к дальнейшему развитию систем предупреждения. Установка TAWS старых образцов, отключение EGPWS или игнорирование предупреждений в случае, если аэропорт не значится в базе данных, всё ещё делают самолёт уязвимым.

## Принципы работы системы

В спецификациях ФАА изложены подробные требования, когда в кабине должны звучать определённые предупреждения

Получая информацию о расстоянии до рельефа с радиовысотомера, компьютер самолёта постоянно оценивает, не является ли ситуация потенциально опасной. В этом случае экипажу выдаются предупреждающие аудиовизуальные сообщения:
- чрезмерная скорость снижения — «SINK RATE, PULL UP»;
- чрезмерная скорость приближения к поверхности — «TERRAIN, PULL UP»;
- потеря высоты после взлёта или при установленной большой тяге — «DON’T SINK»;
- при потенциально опасных условиях посадки:
  - «TOO LOW — GEAR» (земля близко, но шасси не выпущены);
  - «TOO LOW — FLAPS» (земля близко, но механизация крыла не находится в посадочном положении);
  - «TOO LOW — TERRAIN» (объединяет вышеуказанные);
- чрезмерное отклонение ниже глиссады — «GLIDESLOPE»;
- чрезмерно большой угол крена — «BANK ANGLE»;
- предупреждение о сдвиге ветра — «WINDSHEAR».

Традиционные GPWS-системы имеют недостаток: они измеряют расстояние до земли непосредственно под самолётом. В случае резкого изменения рельефа (например, если впереди самолёта оказывается крутой склон) система оповестит об этом экипаж только тогда, когда на манёвр уклонения останется крайне мало времени. Для борьбы с этим недостатком в 1990-е годы была разработана новая система под названием EGPWS. В её базе данных имеется информация о рельефах местности по всей планете — её работа основана технологии GPS. Бортовые компьютеры сравнивают текущее местоположение самолёта и местность под ним с картами Земли. Дисплей помогает пилотам ориентироваться и находить высшую и низшую точки поверхности вблизи самолёта в текущий момент времени. В настоящее время разработчики программного обеспечения занимаются решениями таких проблем, как отсутствие предупреждения или позднее предупреждение (либо некорректный ответ).

### Отсутствие предупреждения
Основная причина столкновений самолётов с землёй в случае, если от GPWS не поступало предупреждений, — это недолёт до полосы. Если выпущены шасси и закрылки, то GPWS не подаёт предупреждений в предположении, что самолёт заходит на посадку. Система EGPWS включает в себя функцию TCF (terrain clearance floor — «минимальное расстояние до земли»), которая обеспечивает защиту GPWS и подачу необходимых сигналов даже при подготовке к посадке.

### Позднее предупреждение или некорректный ответ
Сигнал тревоги GPWS нередко поступает внезапно, в моменты, когда нагрузка на экипаж и без того значительна, что может испугать пилотов. Иногда действия экипажа в ответ на предупреждения GPWS могут оказаться запоздалыми, если его представление о текущем местонахождении самолёта не совпадает с реальностью. Также предупреждения могут поступить слишком поздно: поскольку радиовысотомер направлен вертикально вниз, он измеряет расстояние до поверхности непосредственно под самолётом, и резкое повышении рельефа впереди по курсу (склон холма или горы) не будет зарегистрировано им вовремя. Система EGPWS позволяет избежать таких ошибок, предоставляя на дисплее информацию о текущей высоте вместе с картой местности.

## Происшествия, связанные со срабатыванием GPWS
Существует подробный перечень процедур, которые должны выполняться обоими пилотами параллельно в случае срабатывания предупреждения системы GPWS или EGPWS. Однако в некоторых случаях пилоты оказываются не в состоянии выполнить инструкции, что приводило к трагическим последствиям: в большинстве случаев пилоты не успели выполнить все нужные указания.
- 28 ноября 1979 года самолёт DC-10 новозеландской авиакомпании Air New Zealand врезался в гору Эребус на острове Росса (Антарктида), жертвами стали все 257 человек. Самолёт отклонился от курса из-за неверно заданного маршрута: хотя сигнализация GPWS-системы сработала своевременно, пилоты не успели набрать высоту и не смогли избежать столкновения с горой.
- 9 июня 1995 года самолёт de Havilland Canada Dash 8, принадлежавший авиакомпании Ansett New Zealand, потерпел катастрофу у города Палмерстон-Норт в горном хребте Тараруа. Погибло 4 человека, 17 пострадали. Расследование установило, что из-за антенн радиовысотомера произошёл сбой в GPWS-системе, хотя позже Следственная комиссия транспортных происшествий[англ.] (TAIC) отрицала подобное.
- 20 декабря 1995 года под Кали самолёт American Airlines Boeing-757 при заходе на посадку врезался в гору Эль-Делювио и полностью разрушился. Из 163 человек на борту выжило четверо. Экипаж допустил серию ошибок, неправильно указав курс, и направился прямо к горе. За 12 секунд до столкновения сработала система GPWS, но пилоты не успели набрать высоту из-за включённого ими воздушного тормоза.
- 2 октября 1996 года под Лимой разбился Boeing-757 авиакомпании Aeroperú, погибли 70 человек. Перед вылетом несколько датчиков были заклеены изоляционной лентой, которую так и не сняли: из-за заклеивания часть датчиков стали давать ложные показания, а противоречивые показания других датчиков привели к сбою и многочисленным срабатываниям тревог. Самолёт упал в воду, несмотря на все усилия пилотов.
- 1 декабря 1974 года под Вашингтоном потерпел крушение Boeing-727 компании Trans World Airlines. Из-за ошибок экипажа, неверно истолковавших команду диспетчера, самолёт начал снижаться к аэропорту и опустился ниже безопасной высоты, после чего врезался в гору Уэтер. Сигнал об опасной близости земли поступил своевременно, однако пилоты не увидели в тумане гору и не успели набрать высоту. Погибли 92 человека.
- 7 марта 2007 года в Индонезии у города Джокьякарта потерпел катастрофу Boeing-737, погиб 21 человек. Пилот, совершая снижение самолёта, не отреагировал на сигнал GPWS, требовавший пойти на второй круг, и потребовал выпустить закрылки. Второй пилот не выполнил приказ, поскольку их могло оторвать из-за высокой скорости движения самолёта, но не объяснил причины своего действия. Командиру воздушного судна предъявили обвинения в непредумышленном убийстве, составленные на основании результатов расследования[14], однако в итоге Высший суд Индонезии полностью оправдал пилота, сославшись на недопустимость предъявления обвинений в совершении преступления, которые составляются на основании официальных документов ИКАО.
- 23 января 2008 года под Мирославцем разбился самолёт Casa C-295M[англ.], принадлежавший ВВС Польши. Никто из находившихся на борту 20 человек не выжил. Самолёт был оборудован улучшенной системой предупреждения об опасном сближении с землёй EGPWS, однако звуковое оповещение было отключено, а пилот не обучался работе с этой системой[15].
- 21 февраля 2008 года под Меридой во время полёта ATR 42-300 сработала GWPS-система об опасном сближении с препятствием, однако за 28 секунд пилоты не успели набрать нужную высоту. Самолёт на малой высоте врезался в гору Ла-Кара-дель-Индио, все 43 человека на борту погибли.
- 10 апреля 2010 года под Смоленском разбился в авиакатастрофе самолёт Ту-154, на котором летела большая польская делегация во главе с президентом Лехом Качиньским. Был установлен факт столкновения самолёта с землёй в управляемом полёте, в катастрофе не выжил никто из 96 пассажиров и членов экипажа[16][17][18][19][20]. Несмотря на наличие системы TAWS производства Universal Avionics Systems of Tucson и её полную работоспособность во время рейса[21][17][22], аэропорт под Смоленском, где собирался приземлиться самолёт, отсутствовал в базе данных TAWS[23][24].
- 22 мая 2010 года потерпел крушение Boeing-737 в индийском Мангалуре: командир воздушного судна проигнорировал предупреждения системы EGPWS и второго пилота, пытаясь зайти на посадку. Он увеличил скорость снижения слишком быстро, и самолёт столкнулся с землёй, вылетев в овраг. Из 166 человек выжило всего 7.

## Использование систем в авиации

### Гражданская
Оборудование TAWS не является обязательным для установки на самолёты с поршневыми двигателями, однако возможна установка TAWS Type C. В целом TAWS обязателен для установки на турбореактивные самолёты с наличием не менее шести пассажирских мест. Компактная и недорогая версия EGPWS производилась компанией AlliedSignal (до слияния с Honeywell) для авиации общего пользования и частных самолётов.

### Военная
Военные самолёты часто летают быстро и низко, потому нужно с высокой точностью определять траекторию возможного столкновения с землёй. Обычная система GPWS, которая «смотрит» только вниз, для этого непригодна. Военным самолётам требуется улучшенная система с поступлением информации от радиовысотомера, системы инерциальной навигации (INS), GPS-навигатора и системы управления полётом, чтобы точно предсказать траекторию полёта до 8 км вперёд. Цифровые карты местности и препятствий позволяют определить, будет ли столкновение, если самолёт не наберёт нужную высоту при указанной перегрузке. Если возможно столкновение, то в кабине прозвучат сигналы тревоги.
Подобная система используется на истребителях Eurofighter Typhoon. В США зафиксирован случай срабатывания военной системы GPWS под названием Auto-GCAS (англ. Automatic Ground Collision Avoidance System, «Автоматическая система избежания столкновения с землёй») — 5 мая 2016 года на учебном истребителе F-16 пилот потерял сознание из-за чрезмерной перегрузки, когда его самолёт пикировал со скоростью 652 уз (1207,50400 км/ч) с высоты 2670 м под углом 55 градусов. Система, определив угрозу столкновения, сработала автоматически и спасла жизнь пилота.